# Euvy
Euvy är en kommun i departementet Marne i regionen Grand Est (tidigare regionen Champagne-Ardenne) i nordöstra Frankrike. Kommunen ligger i kantonen Fère-Champenoise som tillhör arrondissementet Épernay. År 2022 hade Euvy 79 invånare.

## Befolkningsutveckling
Antalet invånare i kommunen Euvy
| Referens: INSEE |